# David Mulligan
David Mulligan (24 de marzo de 1982 en Bootle) es un ex futbolista inglés, nacionalizado neozelandés, que jugaba como defensor o mediocampista.
Comenzó su carrera en el Barnsley que se encontraba en la Football League First Division, segunda división en el fútbol inglés en ese entonces. Permaneció en diversos clubes de la Football League hasta que en 2008 viajó a Nueva Zelanda para incorporarse al Wellington Phoenix, y luego al Auckland City, con el que ganó dos veces la Liga de Campeones de la OFC y en una ocasión la Charity Cup; al Waitakere United, consiguiendo con este el título en la Charity Cup 2012 y en la ASB Premiership 2012/13; y al Hawke's Bay United. En 2015 decidió retirarse.

## Carrera
Debutó el 31 de octubre de 2001 jugando para el Barnsley ante el Manchester City, que ganaría el partido por 3-0. En 2003, luego de dos años en el club, no llegó a un acuerdo para la renovación de su contrato y, cinco meses después, a principios de 2004, firmó con el Doncaster Rovers. En 2006 fue contratado por el Scunthorpe United que en noviembre de 2007 lo cedió a préstamo en el Grimsby Town por un único mes. Dejaría el Scunthorpe en 2008 para incorporarse al Port Vale, aunque solo permanecería en el club algunos meses. 
Viajó a Nueva Zelanda en 2008 para comenzar a jugar en el Wellington Phoenix, representante neozelandés en la A-League australiana y único club profesional del país. Al llegar al fin su contrato en 2010, firmó con el Auckland City, una de las franquicias participantes de la ASB Premiership. Con el club de Auckland ganó la Liga de Campeones de la OFC en las temporadas 2010/11 y 2011/12 y la Charity Cup 2011, participando además en la Copa Mundial de Clubes de la FIFA 2011. En 2012 pasó al club rival del City, el Waitakere United, con el que ganó la Charity Cup 2012 y la ASB Premiership 2012/13. Aun así, una lesión lo privó de jugar gran parte del campeonato, por lo que fue rescindido previo al inicio de la OFC Champions 2013. De cara a la temporada 2013/14, firmó con el Hawke's Bay United. Luego de volver al Waitakere, dejó la primera división neozelandesa para posteriormente retirarse.

### Clubes
| Club                           | País          | Año         |
| ------------------------------ | ------------- | ----------- |
| Barnsley Football Club         | Inglaterra    | 2001 - 2003 |
| Doncaster Rovers Football Club | Inglaterra    | 2004 - 2006 |
| Scunthorpe United              | Inglaterra    | 2006 - 2008 |
| Grimsby Town (a préstamo)      | Inglaterra    | 2007        |
| Port Vale Football Club        | Inglaterra    | 2008        |
| Wellington Phoenix             | Nueva Zelanda | 2008 - 2010 |
| Auckland City Football Club    | Nueva Zelanda | 2010 - 2012 |
| Waitakere United               | Nueva Zelanda | 2012 - 2013 |
| Hawke's Bay United             | Nueva Zelanda | 2013 - 2014 |
| Waitakere United               | Nueva Zelanda | 2014 - 2015 |

### Selección nacional
A pesar de haber nacido en Inglaterra, desde las categorías inferiores Mulligan se inclinó por la selección de Nueva Zelanda. En 1999 disputó la Copa Mundial Sub-17, en la que Nueva Zelanda era sede. Convirtió dos goles ante los Estados Unidos, en un empate 1-1, y Polonia, en la que fue la primera victoria de un seleccionado neozelandés en una competición FIFA. También fue convocado en diversas ocasiones para representar a las selecciones neozelandesas sub-20 y sub-23.
Su debut con la selección absoluta, los All Whites, se produjo el 13 de octubre de 2002 en un amistoso ante Estonia que terminó con victoria por 3-2 a favor de los europeos. Fue convocado para la Copa FIFA Confederaciones 2003, aunque no llegó a jugar ningún partido de la competición. En 2004 fue parte del plantel neozelandés que terminó tercero en la Copa de las Naciones de la OFC, competición que ganaría posteriormente en 2008. En dicho torneo convirtió sus únicos tres goles internacionales, todos ante Vanuatu pero en distintos encuentros. Uno fue por el 2-1 del 17 de noviembre de 2007 y otro en el 4-1 cuatro días después. Volvería a jugar la Confederaciones en 2009, y un año más tarde obtendría su mayor logro con la selección, la participación en la Copa Mundial de Sudáfrica 2010, en la que los Kiwis fueron el único equipo invicto, empatando en sus tres presentaciones.

## Palmarés
| Título            | Club               | País          | Año     |
| ----------------- | ------------------ | ------------- | ------- |
| OFC Nations Cup   | Selección nacional | Nueva Zelanda | 2008    |
| Liga de Campeones | Auckland City      | Nueva Zelanda | 2010/11 |
| Charity Cup       | Auckland City      | Nueva Zelanda | 2011    |
| Liga de Campeones | Auckland City      | Nueva Zelanda | 2011/12 |
| Charity Cup       | Waitakere United   | Nueva Zelanda | 2012    |
| ASB Premiership   | Waitakere United   | Nueva Zelanda | 2012/13 |